# Membrana di Descemet
La membrana di Descemet è una membrana basale, a livello della cornea, simile alla membrana di Bowman, è anch'essa acellulare perché composta solo da fibre collagene non orientate che le forniscono elasticità. È una struttura di transizione tra stroma, di cui risulta essere un condensamento, ed endotelio, di cui funge da base di appoggio. Ha funzione strutturale e di transizione. Prende il nome dal medico francese Jean Descemet (1732-1810).

## Struttura
Ha uno spessore compreso tra gli 8 e i 14 micron. Perifericamente si unisce alle trabecole del limbus sclerocorneale; è formata da un reticolo piuttosto sottile immerso in materiale amorfo ed è rivestita in profondità da cellule endoteliali che guardano verso la camera anteriore. Si interpone tra stroma ed endotelio.
Va a costituire la cornea insieme a:
- epitelio;
- membrana limitante anteriore (M. di Bowmann);
- stroma;
- endotelio.

## Patologia
Un significativo danno a questa membrana può richiedere un trapianto di cornea. La distrofia di Fuchs Danni è una condizione ereditaria dove la membrana di Descemet si deteriora progressivamente e la cornea si ispessisce. Lo scambio di nutrienti tra la cornea e il resto dell'occhio viene interrotto. Può essere curata tramite chirurgia, tramite la rimozione della membrana di Descemet danneggiata e il trapianto di una nuova membrana prelevata dall'occhio di un donatore. La maggior parte delle cellule squamose della membrana del donatore sopravvivono bloccando il deterioramento della cornea.
La membrana di Descemet è anche un sito di deposizione del rame nei pazienti con la malattia di Wilson o altre malattie del fegato, che portano alla formazione degli anelli di Kayser-Fleischer.